# 90.ª Divisão de Infantaria Leve (Alemanha)
A 90ª Divisão Leve (em alemão:90. Leichte Afrika-Division) foi uma unidade militar que serviu no Exército alemão durante a Segunda Guerra Mundial. Foi formada no mês de setembro de 1941 e lutou na África do Norte, se rendendo para as forças aliadas na Tunísia em 12 de maio de 1943. Foi reformada no dia 6 de julho de 1943. Foi destruída em Bologna no mês de abril de 1945.

## Comandantes
| Comandante                                          | Data                                                 |
| 90. Leichte Afrika-Division                         | 90. Leichte Afrika-Division                          |
| --------------------------------------------------- | ---------------------------------------------------- |
| Generalmajor Max Sümmermann                         | 1 de setembro de 1941 - 10 de dezembro de 1941 (KIA) |
| Oberst Mickl                                        | 10 de dezembro de 1941 - 28 de dezembro de 1941      |
| Generalleutnant Richard Veith                       | 28 de dezembro de 1941 - 10 de abril de 1942         |
| General der Panzertruppen Ulrich Kleemann           | 10 de abril de 1942 - 13 de julho de 1942            |
| Generalleutnant Carl-Hans Lungershausen             | 13 de julho de 1942 - 10 de agosto de 1942           |
| General der Panzertruppen Ulrich Kleemann           | 10 de agosto de 1942 - 1 de novembro de 1942         |
| Generalleutnant Theodor Graf von Sponeck            | 1 de novembro de 1942 - 12 de maio de 1943           |
| 90. Panzergrenadier-Division                        |                                                      |
| Generalleutnant Carl-Hans Lungershausen             | 6 de julho de 1943 - 20 de dezembro de 1943          |
| Generalleutnant Ernst-Günther Baade                 | 20 de dezembro de 1943 - 9 de dezembro de 1944       |
| General der Panzertruppen Gerhard Graf von Schwerin | 9 de dezembro de 1944 - 26 de dezembro de 1944       |
| Generalmajor Heinrich Baron von Behr                | 27 de dezembro de 1944 - ? de abril de 1945          |

## Área de operações
| Norte da África | setembro de 1941 - maio de 1943 |